# Roberto Arenas Bonilla
Roberto Arenas Bonilla ( Bogotá, 23 de octubre de 1928-Bogotá, 27 de junio de 2011) fue un ingeniero civil, diplomático y político liberal colombiano. Ejerció como ministro de Gobierno del último presidente del Frente Nacional, Misael Pastrana, durante cuatro años fue senador de la República, y se desempeñó como embajador de Colombia en Bélgica y Luxemburgo.

## Biografía

### Estudios
Comenzó sus estudios universitarios en la Universidad Nacional de Colombia, para luego, en 1948, cambiarse a la recién inaugurada Universidad de los Andes y obtener el título de ingeniero civil; posteriormente viajó a Pittsburgh a especializarse. Estudió economía bajo la dirección del profesor y economista canadiense Lauchlin Currie, a quien sucedió como director del Centro de Investigaciones para el Desarrollo (CID) de la Universidad Nacional en 1967.

### Vida Profesional
En sus años como director del CID amplió y reformó el ámbito de estudio a todas las ciencias sociales, realizando un programa de postgrados que influenció a toda una generación de economistas en beneficio del desarrollo nacional .

Elegido popularmente ocupó el cargo de concejal de Bogotá de 1968 a 1970, siendo presidente de tal entidad por dos años. Fue también elegido Representante a la Cámara.

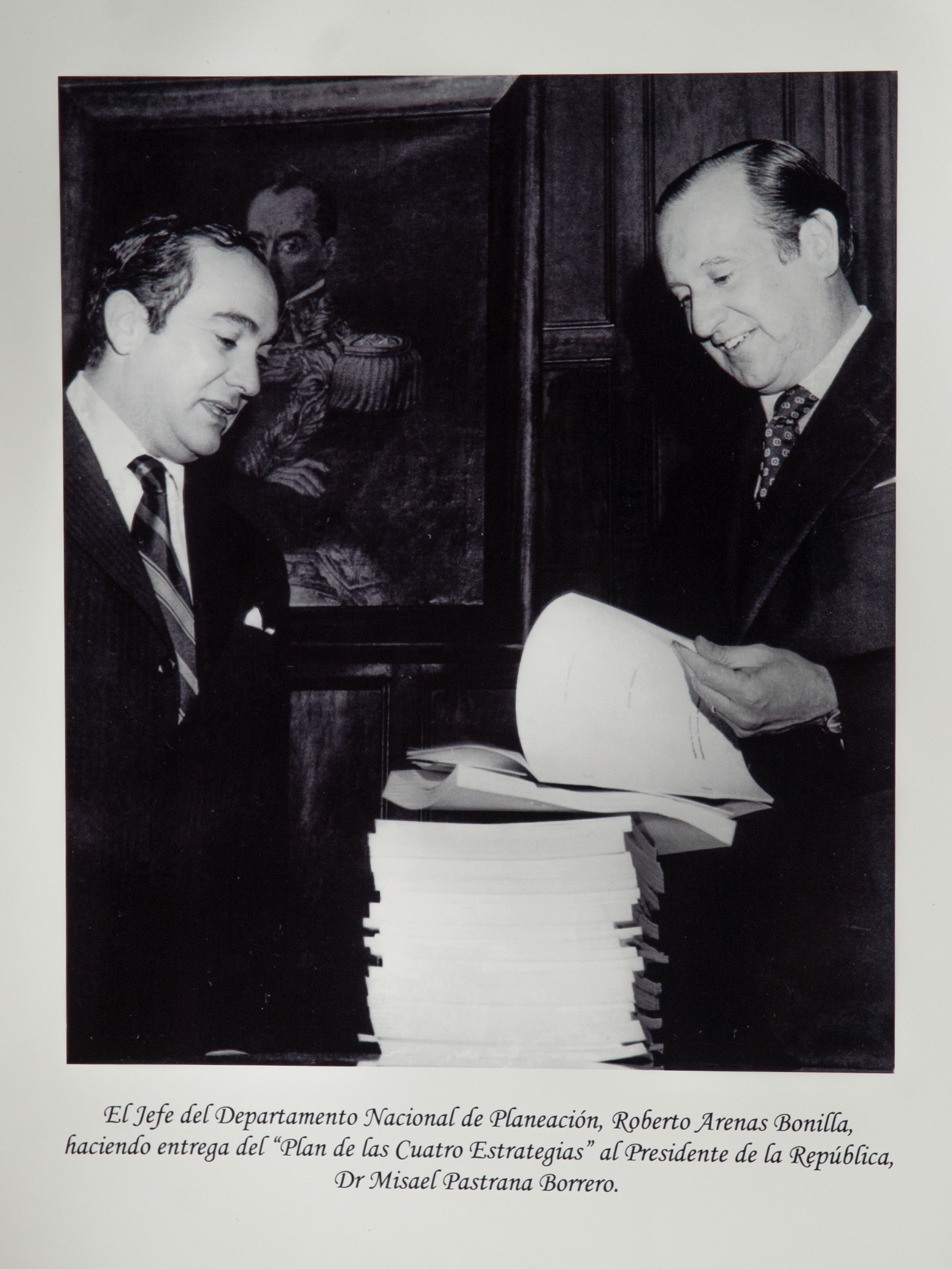
El jefe de Departamento Nacional de Planeación, Roberto Arenas haciendo entrega del "Plan de las Cuatro Estrategias" al Presidente de la República, el Dr. Miseal Pastrana Borrrero.

Desde 1971 a 1972 ejerció el cargo de jefe del DNP  (Departamento Nacional de Planeación) en el que elaboró el plan de Las cuatro estrategias con la asesoría del profesor Lauchlin Currie, que consistió en el enfoque económico en cuatro sectores: la redistribución de ingresos, la construcción de viviendas, el aumento de las exportaciones e impulsar la producción del sector agrícola. 
En octubre de 1972 asume el cargo de Ministro de Gobierno durante los últimos dos años del Frente Nacional que marcaron el inicio del regreso del debate amplio de todos los partidos, donde realizó un manejo de orden público y de las relaciones entre el Gobierno y las distintas fuerzas políticas del momento, además de dirigir un gran número de proyectos socioeconómicos para el desarrollo del país.
Por algunos años fue asesor de la Asociación Nacional de Cultivadores de Caña, en Bogotá.           
Fundó el Instituto de Estudios Colombianos (IEC) en 1975, en el que se dedicó al análisis del uso de los recursos económicos del país desde la mitad del siglo XX, para asignar el mejor uso posible de estos en los veinticinco años que seguían.
Fue elegido como Senador de la República para el periodo del 20 de julio de 1978 al 19 de julio de 1982, y continuó con su labor de estudio de los problemas agrarios, económicos y urbanísticos del país, en particular. Fue miembro, con William Jaramillo Gómez y Rodrigo Marín Bernal,  de la comisión senatorial que investigó los malos manejos del Fondo Grancolombiano, por parte de Jaime Michelsen Uribe.
Embajador extraordinario y plenipotenciario de Colombia ante los gobiernos de Bélgica y Luxemburgo y Jefe de la Misión ante la Unión Europea, 13 de noviembre de 1998 a 10 de marzo de 2003.

Durante su ejercicio profesional le ha correspondido dirigir y elaborar un sinnúmero de investigaciones, planes y proyectos en diversas áreas de la problemática nacional, principalmente en el campo socio económico. Entre ellos se cuentan: Alternativas para el desarrollo urbano de Bogotá D.E. (1969); El proceso de urbanización y sus implicaciones en el desarrollo (1969); Plan de las Cuatro Estrategias (1971); Del Frente Nacional a la democracia total (memoria del ministro de Gobierno 1972-1974);  Historia económica de Colombia: un debate en marcha (1976); Recursos para el futuro. Colombia 1950-2000; Un plan minero para Colombia; El oro en Colombia; Las perspectivas del carbón; Programa de desarrollo integrado – Bogotá, 450 años.

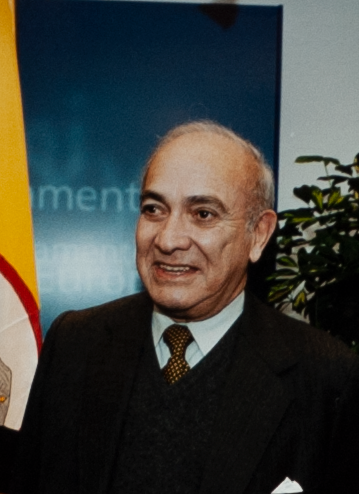
Roberto Arenas

Ha publicado ensayos en revistas nacionales y extranjeras; ha sido invitado a conferencias internacionales en distintos países. Es columnista de El Espectador y Portafolio. 
Entre las condecoraciones recibidas se destacan la Gran Cruz de Boyacá por servicios distinguidos al país, y la Gran Croix de l’ordre de Leopoldo II, otorgada por el rey Alberto II de Bélgica, por su gestión como embajador de Colombia ante el gobierno belga. La permanente labor del embajador Arenas para conseguir que los países de la Unión comprendieran la gravedad de la cadena del narcotráfico para las relaciones políticas y económicas de Colombia con el mundo en general y Europa en particular. Gestionó la ayuda que la Unión Europea prestó para la recuperación del Eje Cafetero, luego del terremoto de enero de 1999.

#### Otras Actividades
- Miembro fundador de Aexandes. En 1970 recibió la Orden Séneca, en compañía del profesor Henri Yerly y don Mario Laserna.
- A finales de 1963 llegó a la presidencia de Aexandes y allí creó el Grupo Integración, para debatir los principales problemas del país. Participaban en  los debates del grupo personalidades como Alberto Lleras, Eduardo Zuleta Ángel, Carlos Lleras Restrepo, Mario Latorre Rueda, Álvaro Gómez Hurtado, Alfonso López Michelsen, Álvaro López Toro, Camilo Torres Restrepo, Roberto Rueda Williamson, Fabio Lozano Simonelli, Diego Tovar Concha, Joaquín Piñeros Corpas, José Raimundo Sojo, entre otros.
- En 1968 se organizó la Operación Desarrollo, iniciativa de alto nivel, entre la Universidad de los Andes, la Universidad Nacional, Incolda  y la FES.  En 1970 se dio comienzo a las labores del proyecto con el seminario “Criterios y proceso de la planeación colombiana”. Formaron parte del consejo de dirección, entre otros, Manuel Carvajal, Germán Botero de los Ríos, Eugenio Colorado, Roberto Arenas, Oliverio Phillips.
- Desde 1966 se vinculó a los Encuentros Liberales que fundó Hernando Agudelo Villa con un destacado grupo de liberales progresistas.
- Fue coordinador, a instancias del expresidente Alberto Lleras, de la campaña de Misael Pastrana a la Presidencia de la República en 1970.